# Нитрификација
Нитрификација је биолошка оксидација амонијака са кисеоником у нитрит, која је праћена оксидацијом нитрита у нитрат. Нитрификација је веома важан корак азотног циклуса у земљишту. Овај процес је открио руски микробиолог Сергеј Виноградски.
Оксидација амонијака у нитрит, и затим оксидација која следи нитрита у нитрат се одвија уз помоћ двеју различитих бактерија. Први корак, амонијак → нитрит, уз присуство бактерија Nitrosomonas а други, оксидација нитрита у нитрат, уз присуство бактерије Nitrobacter.
Нитрификација има важну улогу при уклањању азота из градских отпадних вода. Конвенционално уклањање је нитрификација, коју одмах прати денитрификација. Овакав начин уклањања азота је веома економичан, јер једино што је неопходно поред бактерија је вентилација, односно довођење кисеоника у реактор, и додавање додатног извора органске енергије (нпр. метанол) за денитрификацију.
У већини природних окружења, оба организма су нераздвојна, и за финални производ имају нитрат. Наравно могуће је осмислити системе у којима можемо да одаберемо корак, (нпр. у Шароновом процесу селективно се производи само нитрит).